# Take Me Home (sång)
Se även Take Me Home, Country Roads.
Take Me Home är en sång skriven av Bob Esty och Michele Aller. Sången spelades ursprungligen in av den amerikanska sångerskan Cher 1979. 
Sången utgavs som singel i mars 1979 och kom att bli Chers första topp 10-singel i USA sedan Dark Lady 1974. "Take Me Home" nådde åttondeplatsen på Billboard Hot 100 och såldes i 500 000 exemplar.

## Låtförteckning
USA 7" Vinyl (NB 965; utgiven 1979)
Sida A
1. "Take Me Home" - 3:26

Sida B
1. "My Song (Too Far Gone)" - 3:53

USA 12" Vinyl (NBD 20168; utgiven 1979)
Sida A
1. "Take Me Home" - 7:30

Sida B
1. "Wasn't It Good" - 7:03

USA 12" Vinyl Promo (NBD 20150 DJ; utgiven 1979)
Sida A
1. "Take Me Home" - 7:30

FRA 12" Vinyl (9198 173; utgiven 1979)
Sida A
1. "Take Me Home" - 6:47

Sida B
1. "My Song (Too Far Gone)" - 3:53

Skandinavien 7" Vinyl (6175 008; utgiven 1979)
Sida A
1. "Take Me Home" - 3:26

Sida B
1. "My Song (Too Far Gone)" - 3:53

## Sophie Ellis-Bextors version
"Take Me Home" släpptes även av Sophie Ellis-Bextor den 13 augusti 2001. Låten återfinns på sångerskans debutalbum Read My Lips. Det är hennes första singel sedan samarbetet med den italienske DJ:n Spiller. "Take Me Home" nådde andra plats på UK Singles Chart.

### Låtförteckning
UK CD (587231-2; utgiven 13 augusti 2001)
1. "Take Me Home (A Girl like Me)" - 4:08
2. "Sparkle" - 4:32
3. "Take Me Home (A Girl like Me)" (Jewels & Stone mix) - 5:34
4. "Take Me Home (A Girl like Me)" (Video) - 4:04

UK 12" Vinyl (587 231-1; utgiven 2001)
Sida A
1. "Take Me Home (A Girl Like Me)" (Jewels & Stone Mix)
2. "Take Me Home (A Girl Like Me)" (Mutiny Main Mix)

Sida B
1. "Take Me Home (A Girl Like Me)" (Sharp Club Vocal Mix)

UK 12" Vinyl Promo (SEB2; utgiven 2001)
Sida A
1. "Take Me Home" (Jewels & Stone Mix) - 5:34
2. "Take Me Home" (Sharp Club Vocal Mix) - 6:58

Sida B
1. "Take Me Home" (Sneaker Pimps Remix) - 4:41
2. "Take Me Home" (Sweet P Vocal Mix) - 5:28

UK 12" Vinyl Promo (SEB3; utgiven 2001)
Sida A
1. "Take Me Home" (Mutiny Main Mix) - 6:36
2. "Take Me Home" (Mutiny Dub Mix) - 6:01

Sida B
1. "Take Me Home" (Parky And Birch Vocal Mix) - 7:11
2. "Take Me Home" (Comfy Sophie Remix) - 5:04

UK 12" Vinyl Promo SEB6; utgiven 2001; White Label)
Sida A
1. "Take Me Home" (Sharp Dub)

AUS CD (587 231-2; utgiven 2001)
1. "Take Me Home (A Girl like Me)" - 4:08
2. "Sparkle" - 4:32
3. "Take Me Home (A Girl like Me)" (Jewels & Stone mix) - 5:34
4. "Take Me Home (A Girl like Me)" (Video) - 4:04

Fransk CD-singel
1. "Take Me Home (a Girl like Me)" (radio edit remix by DJ Flex)
2. "Take Me Home (a Girl like Me)" (album version)
3. "Take Me Home (a Girl like Me)" (Sensation Filtre mix by Antoine Clamaran)
4. "Take Me Home (a Girl like Me)" (a Diva like U remix by Guéna LG)
5. "Take Me Home (a Girl like Me)" (comfy Sophie remix)

FRA 12" Vinyl Part 1 (570 556-1; utgiven 2001)
Sida A
1. "Take Me Home" (Club Edit Remix) - 6:22
2. "Take Me Home" (DJ Flex Switch Club Mix) - 6:13

Sida B
1. "Take Me Home" (Vocal Tribal House Remix) - 4:01
2. "Take Me Home" (Sharp Club Dub Mix) - 7:57

FRA 12" Vinyl Part 2 (570 557-1; utgiven 2001)
Sida A
1. "Take Me Home" (Sensation Filtre Mix) - 7:28
2. "Take Me Home" (Sensation Filtre Mix Instrumental) - 7:48

Sida B
1. "Take Me Home" (A Diva Like U Remix) - 6:58
2. "Take Me Home" (Jewels & Stone Mix) - 5:34

ITA 12" Vinyl (TIME 269; utgiven 14 oktober 2001)
Sida A
1. "Take Me Home" (Jewels & Stone Mix)
2. "Take Me Home" (Mutiny Dub Mix)

Sida B
1. "Take Me Home" (Mutiny Main Mix)
2. "Take Me Home" (Comfy Sophie Remix)

Tysk CD-singel
1. "Take Me Home (a Girl like Me)" (single version)
2. "Take Me Home (a Girl like Me)" (Jewels & Stone mix)
3. "Take Me Home (a Girl like Me)" (Sharp Club vocal mix)
4. "Take Me Home (a Girl like Me)" (Mutiny dub mix)
5. "Take Me Home (a Girl like Me)" (comfy Sophie remix)

DEU 12" Vinyl (587 323-1; utgiven 8 september 2001)
Sida A
1. "Take Me Home (A Girl Like Me)" (Jewels & Stone Mix) - 5:34
2. "Take Me Home (A Girl Like Me)" (Sharp Club Vocal Mix) - 6:58

Sida B
1. "Take Me Home (A Girl Like Me)" (Mutiny Vocal Mix) - 6:36
2. "Take Me Home (A Girl Like Me)" (Sneaker Pimps Remix) - 4:42

Sida C
1. "Take Me Home (A Girl Like Me)" (Parky And Birch Vocal Mix) - 7:12
2. "Take Me Home (A Girl Like Me)" (Sharp Club Dub Mix) - 7:57

Sida D
1. "Take Me Home (A Girl Like Me)" (Comfy Sophie Remix) - 5:04
2. "Take Me Home (A Girl Like Me)" (Mutiny Dub Mix) - 6:01

### Musikvideo
Musikvideon till låten regisserades av Sophie Muller. 
I videons början dansar Sophie Ellis-Bextor iförd olika kreationer, inspirerade av franskt 1950-talsmode, bland annat en axelbandslös klänning samt en tunn satinkappa med utställd kjol under. Senare i videon dansar hon iklädd tvärrandig tröja och en vid svart satinkjol framför Frankrike-inspirerade teaterkulisser.
Dansen fortsätter för Ellis-Bextor tillsammans med en grupp manliga dansare som lyfter upp henne, medan hon lockande sjunger "Take me home". För ett ögonblick virvlar sångerskan drömskt runt ensam, iförd en skär tunn klänning i organza och tyll. Männen återvänder och tillsammans med dem dansar Ellis-Bextor in genom porten till en exklusiv nattklubb.